# Andrzej Głąb
Andrzej Głąb (n. 10 noiembrie 1966, Chełm, Lublin, Polonia) este un luptător ce a reprezentat Polonia, medaliat olimpic. A participat la o ediție a Jocurilor Olimpice (1988) în care a câștigat o medalie de argint.

## Participări
Lista de mai jos prezintă principalele competiții la care a participat Andrzej Głąb de-a lungul carierei.
- wrestling at the 1988 Summer Olympics – men's Greco-Roman light flyweight[*]